# Celiantha imthurniana
Celiantha imthurniana là một loài thực vật có hoa trong họ Long đởm. Loài này được (Oliv.) Maguire mô tả khoa học đầu tiên năm 1981.